# 絲鏈蔭眼蝶
絲鏈蔭眼蝶（學名：Neope yama）是屬於蛺蝶科眼蝶亞科的一種蝴蝶，是蔭眼蝶屬的一種。分佈於中國至印度一帶，模式產地為不丹和印度北部。出沒於林地和陰暗潮濕的地方。

## 外型
翅面呈黑色，前翅前緣近頂角有兩個小白斑，前翅翅底的亞外緣有5個眼斑，皆無白瞳點，中室有黑白相間的條紋。後翅翅底亞外緣有7個眼斑，眼斑內則至基部有不規則的白色線紋和黑斑。

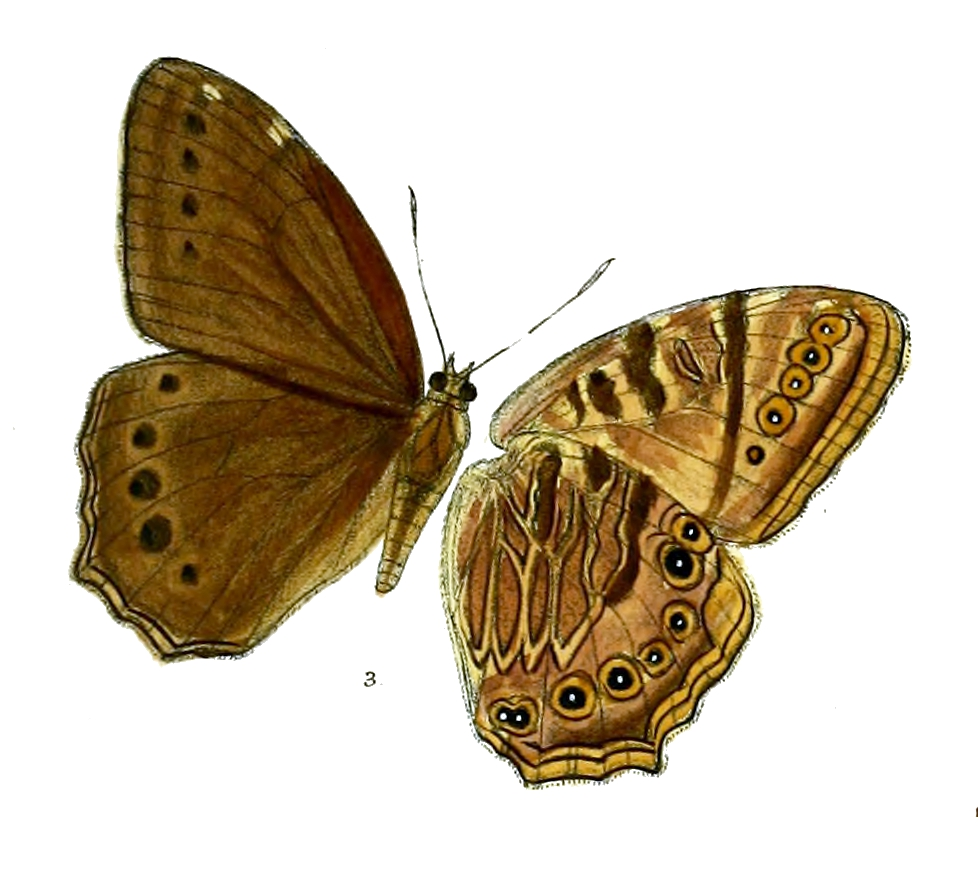
翅面(左)和翅底(和)外觀

## 亞種
- N. y. yama - 指名亞種，分佈於印度西北部、阿薩姆邦及緬甸
- N. y. buckleyi Talbot, 1947
- N. y. kinpingensis Lee, 1962
- N. y. pacifica Mell, 1935
- N. y. yamoides (Moore, 1892)

## 腳註
1. ↑  Moore, 1857; Moore, [1858]. A Catalogue of the Lepidopterous Insects in the Museum of the Hon. East-India Company in Horsfield & Moore, Cat. lep. Ins. Mus. East India Coy 1: 221
2. ↑  許家珠、魏煥志、賴平芳. . 中國: 陝西科學技術出版社. 2010年6月. ISBN 9787536947801 （中文（简体））.

## 外部連結
- 维基共享资源上的相關多媒體資源：絲鏈蔭眼蝶
- 維基物種上的相關：絲鏈蔭眼蝶
- Neope yama （页面存档备份，存于） - funet.fi
- Neope yama - Catalogue of Life
- Neope yama （页面存档备份，存于） - Check List of Butterflies in Indo-China